# Clarence Clemons
Clarence Anicholas Clemons, Jr. (11. januar 1942 – 18. juni 2011), også kendt som The Big Man, var en amerikansk musiker og skuespiller. Fra 1972 til sin død var han prominent medlem af Bruce Springsteens E Street Band, hvor han spillede saxofon. Han udgav adskillige soloalbum og i 1985 fik han et hit med singlen "You're a Friend of Mine", en duet med Jackson Browne. Som gæstemusiker optræder han også på Aretha Franklins klassiker "Freeway of Love" og på Twisted Sisters "Be Chrool to Your Scuel", ligesom han har optrådt live med The Grateful Dead og Ringo Starr & His All-Starr Band. Som skuespiller har Clemons medvirket i flere film, herunder New York, New York og Bill & Ted's Excellent Adventure. Han har også haft gæsteoptrædener i adskillige tv-serier, herunder Diff'rent Strokes, Nash Bridges, The Simpsons og The Wire. Sammen med tv-serie forfatteren og vennen Don Reo udgav han sin selvbiografi, Big Man: Real Life & Tall Tales, i 2009. Clemons blev ramt af et slagtilfælde den 12. juni 2011, og døde som følge af dets komplikationer den 18. juni.